# Gucharmap
gucharmap („GNOME Unicode Character Map“) ist ein Unicode-Zeichen-Darstellungsprogramm. Es greift auf das GTK+ Toolkit zurück und läuft auf jeder Plattform, welche GTK unterstützt. Die Zeichen von gucharmap können in viele andere Programme eingefügt werden, wenn dort (Sonder)Zeichen benötigt werden, die nicht über die Tastatur verfügbar sind. gucharmap enthält alle Unicodezeichen und somit die Zeichen fast aller Schriftsysteme. Seit Gnome 2.4 ist sie in GNOME enthalten.
gucharmap ordnet die Zeichen nach Unicode-Gruppen und bietet eine Volltextsuche für die Zeichendetails an. Ab Version 1.8 enthält es Unterstützung von Unicode 5.0.
Mit der Version 8.0 wurde das Versionierungsschema geändert. Entsprach die Versionsnummer vorher der entsprechenden Version von GNOME, änderte sich mit GNOME 3.20 dieses Schema. Fortan entspricht die Versionsnummer von gucharmap der aktuellen Version von Unicode.
Um Zeichen in gucharmap grafisch darstellen zu können, müssen unter Linux die entsprechenden ttf-Pakete installiert sein.